# Französische Flugzeuge im Zweiten Weltkrieg
Die folgende Liste gibt einen Überblick über die im Zweiten Weltkrieg militärisch eingesetzten Flugzeuge französischer Produktion. Die Liste ist nach Herstellern und Typen geordnet. Bei kursiv geschriebenen Namen handelt es sich um Prototypen oder Versuchsmuster.

## Jagdflugzeuge

### Einmotorige Jagdflugzeuge
- Arsenal
  - Arsenal VB-10
  - Arsenal VG-33 und davon abgeleitet
    - Arsenal VG-36
    - Arsenal VG-39

  - Arsenal-Delanne 10

- Bloch
  - Bloch MB.150 und davon abgeleitet
    - Bloch MB.151
    - Bloch MB.152
    - Bloch MB.155
    - Bloch MB.157

  - Bloch MB.700

- Caudron
  - Caudron CR.714 Cyclone und davon abgeleitet
    - Caudron CR.760
    - Caudron CR.770

- Dewoitine
  - Dewoitine D.500 und davon abgeleitet
    - Dewoitine D.501
    - Dewoitine D.510

  - Dewoitine D.520
  - Dewoitine D.550

- Morane-Saulnier
  - Morane-Saulnier MS.225
  - Morane-Saulnier MS.406
  - Morane-Saulnier MS.450

- Roussel
  - Roussel R.30

- SNCAO
  - SNCAO CAO.200 (Serie nicht vor der frz. Kapitulation ausgeliefert)

### Mehrmotorige Jagdflugzeuge
- Breguet
  - Breguet Br.691

- Potez
  - Potez 63 und davon abgeleitet
    - Potez 631
    - Potez 670
    - Potez 671

- Hanriot
  - Hanriot H-220

- SNCAC
  - SNCAC NC.600

- SNCASE
  - SNCASE SE.100

- SNCASO
  - SNCASO SO.177

## Bombenflugzeuge

### Leichte Bombenflugzeuge
- Bloch
  - Bloch MB.175

- Breguet
  - Breguet Br.691 und davon abgeleitet
    - Breguet Br.693
    - Breguet Br.695

- Caudron
  - Caudron C.670

- Dewoitine
  - Dewoitine D.770

- Latécoère
  - Latécoère 299

- Loire-Nieuport
  - Loire-Nieuport LN.401
  - Loire-Nieuport LN.411
  - Loire-Nieuport LN.42

- Potez
  - Potez 633

### Mittlere Bombenflugzeuge
- Amiot
  - Amiot 140 und davon abgeleitete Typen
  - Amiot 340
  - Amiot 351 und davon abgeleitet
    - Amiot 354
    - Amiot 356

- Bloch
  - Bloch MB.130 und davon abgeleitet
    - Bloch MB.131
    - Bloch MB.135

  - Bloch MB.134
  - Bloch MB.200 und davon abgeleitet
    - Bloch MB.201
    - Bloch MB.202
    - Bloch MB.210
    - Bloch MB.211

- Bordelaise
  - Bordelaise AB 80

- Farman
  - Farman NC.150 bzw. SNCAC NC.150

- Latécoère
  - Latécoère 570

- Lioré & Olivier
  - Lioré & Olivier LeO 451

- Potez
  - Potez 543

- Romano
  - Romano R-120

- SNCAC
  - SNCAC NC.150

### Schwere Bombenflugzeuge
- Amiot
  - Amiot 143
  - Amiot 144

- Bloch
  - Bloch MB.162

- Bordelaise
  - Bordelaise A B 21

- Breguet
  - Breguet Br.482

- Farman
  - Farman F.221
  - Farman F.222

- SNCAC
  - SNCAC NC.223.3
  - SNCAC NC.223.4 (beide abgeleitet vom Prototyp SNCAC NC.223)

- SNCAO CAO.700

## Aufklärungsflugzeuge
- Bloch
  - Bloch MB.174

- Breguet
  - Breguet Br.270 und abgeleitete Muster (Br.272, Br.273, Br.274)
  - Breguet Br.694 (Serie von Belgien bestellt)

- CAMS
  - CAMS 55.10

- ANF Les Mureaux
  - ANF Les Mureaux 115
  - ANF Les Mureaux 117

- Lioré & Olivier
  - Lioré & Olivier LeO H-43

- Potez
  - Potez 25
  - Potez 39
  - Potez 637
  - Potez 63.11

- SNCAC
  - SNCAC NC.510
  - SNCAC NC.530

- SNCAO
  - SNCAO CAO.600

## Schul- und Verbindungsflugzeuge
- Blériot
  - Blériot-SPAD S.510

- Bloch
  - Bloch MB.200
  - Bloch MB.500

- Caudron
  - Caudron C.480 Frégate
  - Caudron C.600 Aiglon
  - Caudron C.630 Simoun

- Loire
  - Loire 46

- Potez
  - Potez 58

- Romano
  - Romano R-82

- SNCAC
  - SNCAC NC.232.2

## Transportflugzeuge
- Bloch
  - Bloch MB.160
  - Bloch MB.220

- Caudron
  - Caudron C.440 Goéland

- Potez
  - Potez 56

## Marineflugzeuge

### Flugboote
- Breguet
  - Breguet Br.521 Bizerte
  - Breguet Br.730

- CAMS
  - CAMS 55

- Latécoère
  - Latécoère 302

- Lioré & Olivier
  - Lioré & Olivier LeO H-47
  - Lioré & Olivier LeO H-246

- Loire
  - Loire 50
  - Loire 70
  - Loire 130

- SNCAO
  - SNCAO CAO.30

### Schwimmerflugzeuge
- Besson
  - Besson MB-411

- Bloch
  - Bloch MB.480

- Latécoère
  - Latécoère 290
  - Latécoère 298

- Lioré & Olivier
  - Lioré & Olivier LeO H-25
  - Lioré & Olivier LeO H-43

- Loire
  - Loire 210

- SNCAC
  - SNCAC NC.410
  - SNCAC NC.470
  - SNCAC NC.471

- SNCAO CAO.30